# Битва у Куры (1265)
Битва у Куры – сражение, произошедшее в 1265 году на реке Кура между Золотой ордой и Ильханатом. Результатом этого сражения стал значительный переход Азербайджана под управление Золотой орды.

## Битва
Сражение между войсками Абака-хан и Берке произошло на реке Аксу (основной приток реки Кура). После вступления на престол после смерти своего отца Хулагу, Абака-хан стал единоличным ханом на курултае и продолжил дело отца, направив свою армию на войну с Берке. Узнав об этом, Берке незамедлительно собрал свое войско под командованием Ногая. Ногай отправился вперед как авангард, за ним последовал Ясултай со 5 туменами (50 000). Когда Абака-хан увидел, что Ясунтай со своим войском приближается, словно черным покрывалом ночи, он и его войска испугались и начали бегство. Ясунтай, заметив окружение Ногая со всех сторон, поспешно отступил. Ногай не побоялся и не покинул поле боя, а напротив своей армией и лично разгромил часть войска Абака-хана. Затем он вернулся к Берке со смелостью и победой. Берке поставил его над несколькими туменами. Что касается Ясултая, он был в большом негодовании за свою нерешительность.